# ルネッサながと

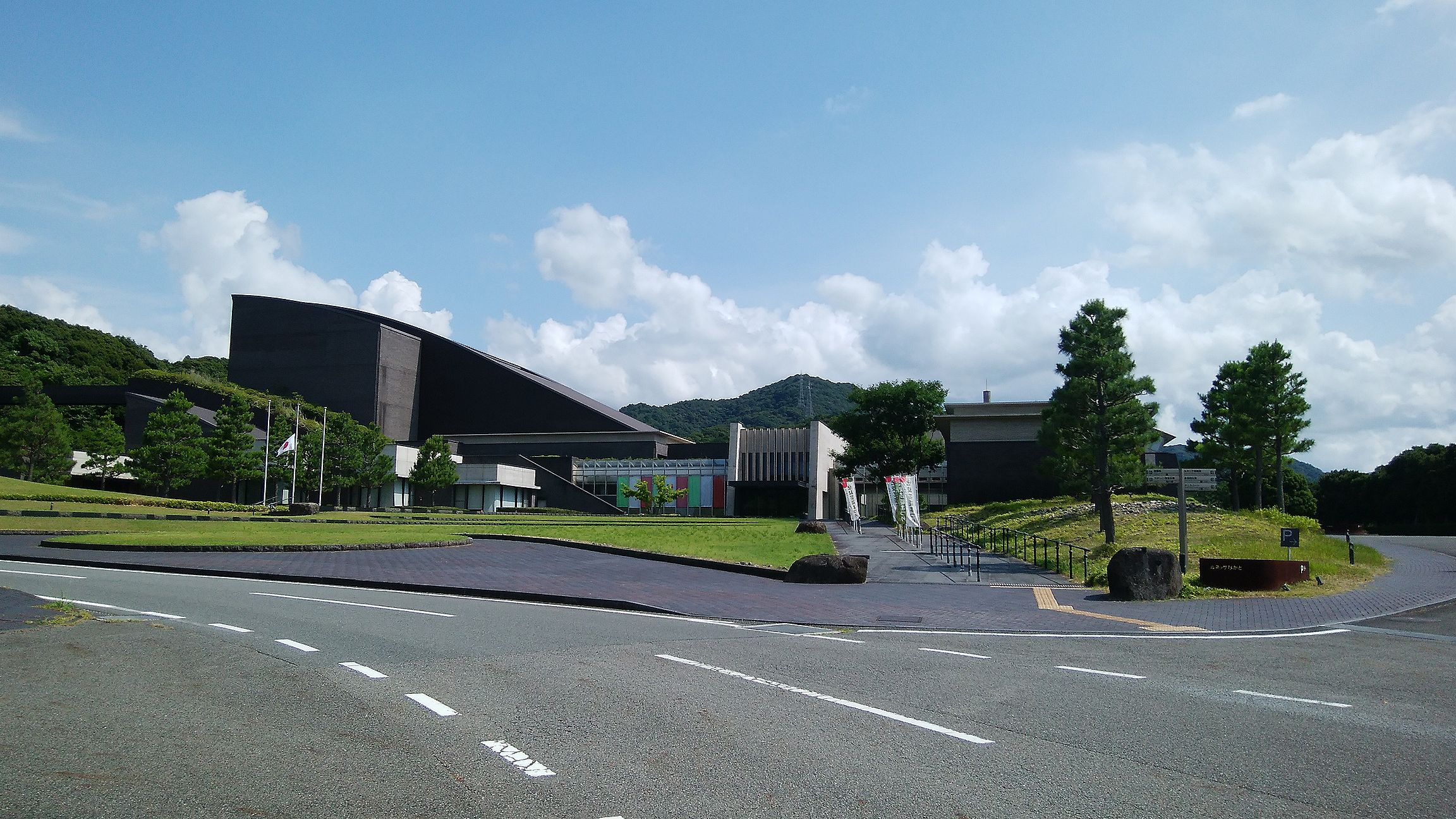
ルネッサながと全景。左の三角屋根の部分が山口県民芸術文化ホールながと、右手奥にながと総合体育館。

ルネッサながと (Renaissa Nagato) は山口県長門市仙崎にある、劇場、体育館及び付帯施設の合築構造から成る複合文化施設。呼称の「ルネッサ」はフランス語のルネサンス（文芸復興、文芸運動）からの造語。2000年オープン。公益財団法人長門市文化振興財団が指定管理者として運営にあたっている。

## 劇場
山口県条例（山口県民芸術文化ホール条例、平成11年12月21日山口県条例第37号）に基づく県有施設で、正式名称は「山口県民芸術文化ホールながと」。
大ホールは812席の固定席を持つプロセニアム型劇場で、「山口県立劇場 ルネッサながと」と称する場合もある。長門市に近松門左衛門出生説があったことにちなみ、桟敷席を有するなど芝居小屋をイメージしたつくりとなっている。49m×18mの舞台に廻り舞台、花道、文楽廻し、奈落、すっぽんなど国立劇場並みの舞台装置を備え、年数回歌舞伎・文楽の公演が行われる他、各種イベントが開催される。
他に、文化情報ギャラリーや各種会議室を備えている。

## 体育館
長門市条例（長門市体育館条例、平成17年3月22日条例第181号）に基づく市有施設で、正式名称は「ながと総合体育館」。45.0m×34.0mのアリーナを持ち、最大3面のバレーボールコート、最大2面のバスケットボールコートを設けることが可能。固定観客席が少なめ（804名）であることから、地域のイベントに主に使われている。
他に、卓球などに用いられる軽運動室と、トレーニングルームを備えている。

## その他
館内にはレストランが併設されている。
同一敷地内（別棟）には長門市立図書館が設けられているほか、周辺は公園が整備されている。

## 周辺
- 長門総合病院
- 山口県立大津緑洋高等学校
- 深川養鶏農業協同組合
- フジ長門店
- 住友大阪セメント山口事業所

## 交通アクセス
出典；
- JR山陰本線 長門市駅またはJR山陰本線（仙崎支線）仙崎駅からブルーライン交通バス長門市内循環線で「図書館前」下車、もしくは車（タクシー）で5分
- 中国自動車道 美祢ICから約35分
- 中国自動車道 美祢東JCTから小郡萩道路 絵堂IC経由で約30分
- 山陰自動車道 三隅ICから約10分